# 남인천여자중학교
남인천여자중학교(南仁川女子中學校)는 대한민국 인천광역시 미추홀구 관교동에 있는 공립 중학교이다.

## 학교 연혁
- 1945년 4월 1일 : 인천공립여자상업학교(4년제) 설립 인가
- 1945년 4월 12일 : 인천공립여자상업학교 개교
- 1946년 9월 1일 : 인천여자상업중학교(6년제)로 교명 변경
- 1951년 9월 1일 : 새 학제에 따라 월미여자중학교(3년제)로 개편
- 1956년 1월 20일 : 남인천여자중학교로 교명 변경
- 1984년 10월 25일 : 신축 교사로 이전(관교동 335번지)
- 2014년 2월 1일 : 행복한 家 개소(체육관 및 급식실)
- 2018년 3월 1일 : 교육과정 자율학교 지정
- 2018년 3월 1일 : 자유학년-연계학기 학교 운영
- 2023년 1월 5일 : 제73회 졸업(244명) [계 30,264명]
- 2023년 9월 1일 : 제27대 정문원 교장 취임

## 참고 자료
- 남인천여자중학교 - 한국교육학술정보원 학교알리미